# Municipio de Lost Creek (Misuri)
El municipio de Lost Creek (en inglés: Lost Creek Township) es un municipio ubicado en el condado de Wayne en el estado estadounidense de Misuri. En el año 2010 tenía una población de 2288 habitantes y una densidad poblacional de 10,93 personas por km².

## Geografía
El municipio de Lost Creek se encuentra ubicado en las coordenadas 37°1′48″N 90°17′54″O / 37.03000, -90.29833. Según la Oficina del Censo de los Estados Unidos, el municipio tiene una superficie total de 209.28 km², de la cual 194,43 km² corresponden a tierra firme y (7,1 %) 14,86 km² es agua.

## Demografía
Según el censo de 2010, había 2288 personas residiendo en el municipio de Lost Creek. La densidad de población era de 10,93 hab./km². De los 2288 habitantes, el municipio de Lost Creek estaba compuesto por el 97,29 % blancos, el 0,52 % eran afroamericanos, el 0,31 % eran amerindios, el 0,13 % eran asiáticos, el 0,17 % eran de otras razas y el 1,57 % eran de una mezcla de razas. Del total de la población el 1,97 % eran hispanos o latinos de cualquier raza.